# Diméthylchlorosilane
Le diméthylchlorosilane (DMCS) est un composé chimique de formule SiHCl(CH3)2. Il s'agit d'un liquide incolore et corrosif à l'odeur piquante, très inflammable et formant des mélanges explosifs avec l'air.